# Agua de brea

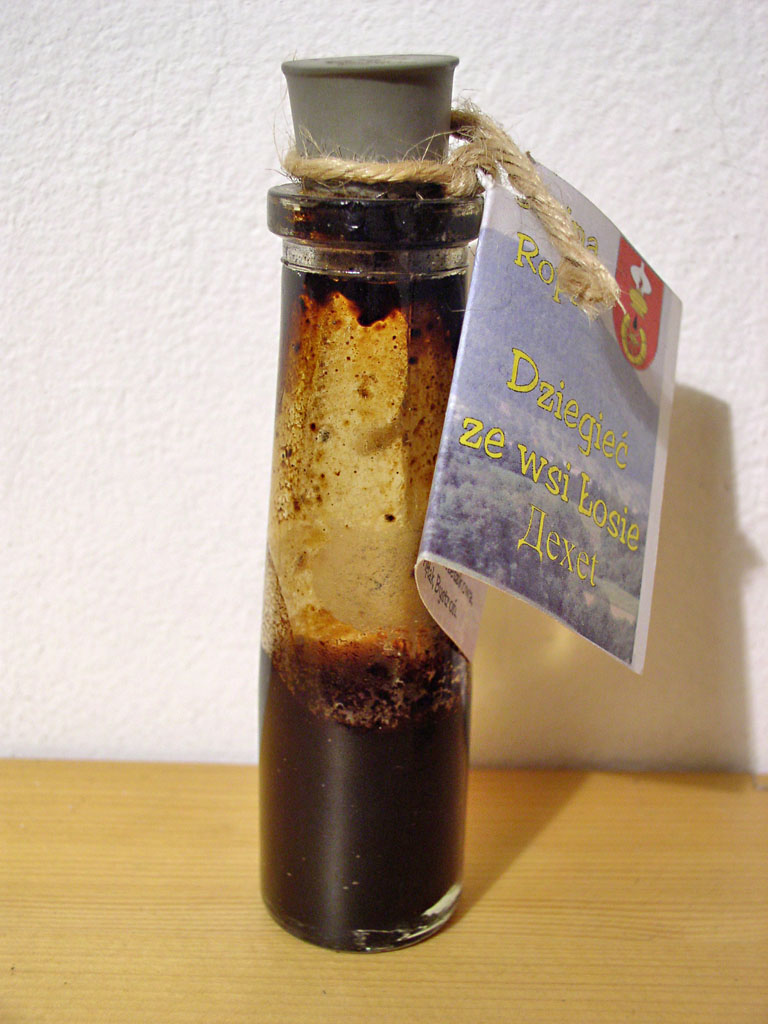
Agua de brea.

El agua de brea era una medicina medieval que consistía en brea de pino y agua . Como tenía mal sabor, perdió popularidad lentamente, pero revivió en la época victoriana. Se usaba tanto como tónico como sustituto para deshacerse de los "ánimos fuertes". Ambos usos fueron defendidos originalmente por el filósofo George Berkeley (1685-1753), quien los elogió en su tratado Siris: una cadena de reflexiones e investigaciones filosóficas sobre las virtudes del agua de brea (1744). Los expertos médicos la consideraban charlatanería.  

## Historia
El uso de agua de brea se menciona en el segundo capítulo de Great Expectations (1861) de Charles Dickens (1812–1870). El joven Pip y su cuñado, Joe, a menudo eran alimentados a la fuerza por la Sra. Joe, la hermana mayor de Pip, estuvieran enfermos o no, como una especie de cruel castigo.
El médico Cadwallader Colden (1688–1776) exaltó las virtudes de la resina de pino sumergida en agua. Este brebaje también se llamaba "agua de brea".
George Berkeley sugirió que la brea de pino o abeto se agitara durante tres o cuatro minutos con una cantidad igual de agua y la mezcla se dejara reposar durante 48 horas. En este momento se extrae el agua separada para beberla, a razón de media pinta noche y mañana "en ayunas". Se agrega agua fresca a la porción no utilizada y se agita nuevamente para proporcionar más preparación, usque que la mezcla se vuelve demasiado débil.
El explorador Henry Ellis (1721-1806) elogia el agua de brea como "la única medicina poderosa y prevaleciente" contra el escorbuto durante su viaje de 1746 a la Bahía de Hudson (aunque su editor, James Lind, señala que "la falta de verduras y hierbas" fue la principal causa del brote).
Se menciona que el teniente Fleuriot, que sufría de tisis en segundo grado, recibió el consejo de tomar agua de brea para ayudar en su batalla contra la dolencia, por Sarrazin el general en Memorias de Vidocq (1828) de Eugène François Vidocq (1775-1857) ):

"¿Cuánto más engordarías si te pongo a medio sueldo? Oh, tienes una hermosa perspectiva en casa: si eres rico, morir gradualmente con exceso de lactancia; si eres pobre, aumentar la miseria de tus padres". , y termina tus días en un hospital. Yo soy un médico para ti: y mi receta es una bala, y luego seguirá tu cura; si escapas de eso, la mochila te servirá, o la marcha y el ejercicio te pondrán a derechos; estas son oportunidades adicionales. Además, haz como yo, bebe agua de brea; eso vale todas tus jalaps, y gachas, y messe ." Al mismo tiempo, extendió su brazo, tomó una gran jarra, que estaba cerca de él, y llenó una lata, la cual me ofreció, y toda negativa fue en vano. Me vi obligado a tragar algunas de las cosas nauseabundas, al igual que el aide-de-camp.
Eugène François Vidocqp. 144 Chapter XIX

En la introducción de su Diario de un viaje a Lisboa (1749), el autor inglés Henry Fielding (1707-1754) prueba brevemente el agua de brea como una panacea para el tratamiento de la hidropesía : "Pero incluso tal panacea, uno de los más grandes eruditos y mejores de los hombres se dieron cuenta últimamente de lo que había descubierto [. . . ]. Creo que el lector apenas necesitará ser informado de que el escritor al que me refiero es el difunto obispo de Cloyne, en Irlanda, y el descubrimiento de las virtudes del agua de brea". Por el obispo de Cloyne, Fielding se refiere al filósofo George Berkeley antes mencionado.